# Camaridium vittariifolium
Camaridium vittariifolium är en orkidéart som först beskrevs av Louis Otho Otto Williams, och fick sitt nu gällande namn av Mario Alberto Blanco. Camaridium vittariifolium ingår i släktet Camaridium och familjen orkidéer.
Artens utbredningsområde är Costa Rica. Inga underarter finns listade i Catalogue of Life.